# Sonderkommando Elbe
Le Sonderkommando Elbe est une unité aérienne de la Luftwaffe pendant la Seconde Guerre mondiale
qui a eu pour mission d'attaquer les bombardiers de l'USAAF par un abordage volontaire suivant la technique du Taran développée par les soviétiques.

## Histoire

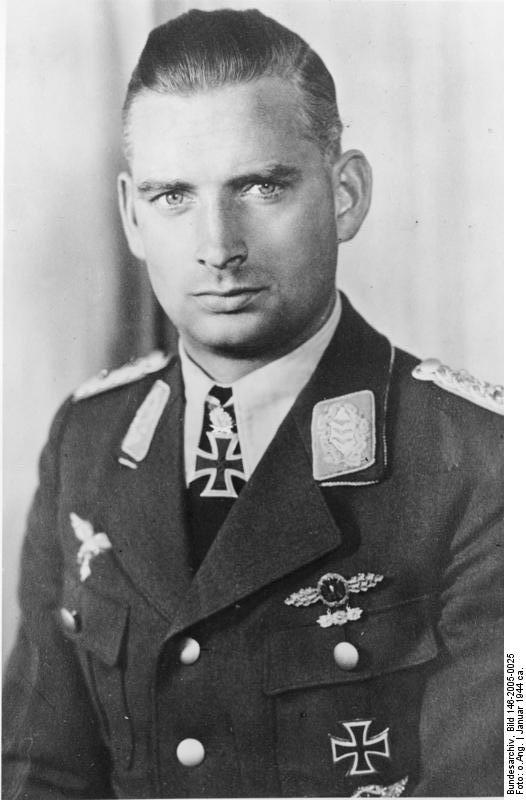
Hajo Herrmann, l'un des chefs de cette formation en janvier 1944

Lors de la création de l'unité, le but initial est de faire baisser les vols de bombardiers alliés pendant 4 à 6 semaines afin de donner du temps pour la fabrication de quantités importantes du chasseur à réaction Messerschmitt Me 262.
Littéralement, le Sonderkommando est un commando spécial et l'Elbe est un fleuve qui traverse l'Allemagne pour se jeter dans la mer du Nord.
Alors que la Luftwaffe a un besoin d'approvisionnement en avions à ce moment de la guerre, les pilotes bien formés et le carburant ont été deux composantes à court d'offre qui ont amené à cette décision. Malgré les sombres perspectives de survie à l'issue d'une telle mission, l'unité n'est pas une unité de vrai suicide, en ce sens que les pilotes devaient soit tenter de percuter l'avion allié après l'avoir endommagé, soit tenter de rentrer à la base après une collision. Ce n'est pas comme les attaques kamikazes japonaises, à la suite desquelles les pilotes japonais avec leurs avions chargés en explosifs n'avaient aucune chance de survie.
L'appareil de choix pour cette mission fut un Messerschmitt Bf 109 dépouillé de blindage et d'armement (le Bf-109 a généralement 2 mitrailleuses synchronisées dans le fuselage et les modèles ultérieurs possèdent des canons supplémentaires logés dans les ailes). Pour accomplir cette mission, les pilotes devaient viser généralement l'une des trois zones sensibles des bombardiers. La partie la plus facile à endommager d'un bombardier allié était l'empennage, ou la queue, avec ses parties mobiles de contrôle de la profondeur et de la direction. D'autres cibles potentielles pouvaient être les nacelles des moteurs, qui connectées au système de carburant pouvaient devenir hautement explosives. L'objectif ultime était le poste de pilotage. L'un des rapports les plus célèbres citant une attaque du cockpit a été celui de l'attaque contre le Consolidated B-24 Liberator Palace of Dallas (Palais de Dallas).
L'unité formée a été composée de :
- 180 avions de combat
- 2 000 volontaires
- 300 pilotes de chasse

L'un des chefs de file de cette unité est Hajo Herrmann.
La seule et unique mission de cette unité a été effectuée le 7 avril 1945 avec une sortie de 120 Bf 109. Bien que seulement 15 bombardiers alliés aient été attaqués de cette manière, huit ont été détruits avec succès,,.

## Ordre de bataille
| Nom du pilote            | Unité                      | Résultat | Suites                                                               |  |
| ------------------------ | -------------------------- | --- | -------------------------------------------------------------------- |  |
| Uffz. Heinrich Rosner    | ex-III/JG 102              | 2 B-24 du 389th Bomb Group, le premier B-24 attaqué se nomme Palace of Dallas et le second B-24 est inconnu | Survivant                                                            |  |
| Obfw. Werner Linder      | ex-EJG 1                   | 1 B-17 du 388th Bomb Group                                                                                  | Mort dans l'assaut                                                   |  |
| Fhr. Eberhard Prock      |                            | 1 B-17 du 452nd Bomb Group                                                                                  | Mort au combat pendant sa descente en parachute.                     |  |
| Fw. Reinhold Hedwig      |                            | 1 B-17 du 452nd Bomb Group                                                                                  |                                                                      |  |
| Uffz. Werner Zell        |                            | 1 B-17 du 100th Bomb Group                                                                                  |                                                                      |  |
| Uffz. Werner Zell        | 1 B-17 du 452nd Bomb Group | Blessé par un P-51.                                                                                         |                                                                      |  |
| Ogfr. Horst Siedel       |                            | 1 B-17 du 452nd Bomb Group                                                                                  | Mort dans l'assaut                                                   |  |
| Lt. Hans Nagel           | ex-IV/JG 102               | 1 B-17 du 490th Bomb Group                                                                                  | Mort au combat par un tir conventionnel, a endommagé un second B-17. |  |
| Fritz Marktschaftel      |                            | | Survivant                                                            |  |
| Uffz. Klaus Hahn         |                            | 1 B-17 du 487th Bomb Group                                                                                  | Blessé au bras gauche par l'attaque de 4 P-51D.                      |  |
| Heinrich Henkel          |                            | 1 B-24 , nommé Sacktime du 467th Bomb Group                                                                 | Survivant                                                            |  |
| Pilote de Bf 109 inconnu |                            | 1 B-17 du 100th Bomb Group                                                                                  | Mort dans l'assaut                                                   |  |
| Pilote de Bf 109 inconnu |                            | 1 B-17 du 490th Bomb Group                                                                                  | Mort dans l'assaut                                                   |  |

Note: Les documents de la Luftwaffe revendiquent la perte de 22 à 24 avions américains victimes de l'unité Sonderkommando Elbe.